# Yu-Gi-Oh! Dark Duel Stories
Yu-Gi-Oh! Dark Duel Stories, in Japan uitgebracht als Yu-Gi-Oh! Duel Monsters III: Tri-Holygod Advent, is een computerspel voor de Game Boy Color, gebaseerd op de Yu-Gi-Oh!-franchise. Het spel was Konami’s eerste poging tot een Yu-Gi-Oh!-spel in het Engels. Het spel volgt niet alle regels uit het Yu-Gi-Oh! Ruilkaartspel.
Spelers kunnen onderling duelleren door hun Game Boys te verbinden.

## Duels
Een speler moet in het spel 5 levels doorlopen, en in elk level een aantal duellisten verslaan. De tegenstanders zijn:

### Stage 1
1. Tristan Taylor (Hiroto Honda)
2. Joey Wheeler (Katsuya Jonouchi)
3. Mai Valentine (Mai Kujaku)
4. Mako Tsunami
5. Yugi Moto (Yugi Mutou)

### Stage 2
1. Espa Roba (Esper Roba)
2. Rex Raptor (Dinosaur Ryuzaki)
3. Weevil Underwood (Insector Haga)
4. Rare Hunter (Seeker)
5. Arkana (Pandora)
6. Seto Kaiba

### Stage 3
1. Paradox (Meikyuu)
2. P. Seto (Priest Seto)
3. Ishizu Ishtar (Isis Ishtar)
4. Slysheen

### Stage 4
1. DarkNite

### Stage 5
1. Yami Yugi (Dark Yugi)
2. Marik Ishtar (wachtwoord vereist)
3. Yami Bakura (Ryo Bakura - wachtwoord vereist)
4. Shadi (wachtwoord vereist)
5. Nitemare (wachtwoord vereist)

## Spelformaat
Om te duelleren moet een speler een deck hebben van 40 kaarten. Dit aantal kan later worden verhoogd als een speler een hoger niveau bereikt.
De regels van duelleren zijn iets anders dan in het ruilkaartspel. Zo kunnen monsters ondanks dat ze een hogere ATK hebben toch worden verslagen omdat het element waar ze toe behoren inferieur is aan dat van de tegenstander.

## Wachtwoorden
In het spel kunnen spelers naar de “wachtwoord mode” gaan. Daar kan een 8 tekens tellend wachtwoord in worden gevoerd dat ook op de bodem van elke kaart staat. Zo kunnen spelers kaarten opslaan en later weer terughalen.
Er zijn ook verborgen wachtwoorden die enkele van de duellisten uit level 5 ontsluiten.

## Kaartcreatie
Naast het gebruiken van bestaande kaarten, kunnen spelers ook kaarten zelf maken door onderdelen van andere kaarten te combineren. Enige regel is dat deze kaarten nooit een ATK of DEF kunnen hebben van hoger dan 2000.